# お台場フィリピン人バラバラ殺人事件
お台場フィリピン人バラバラ殺人事件（おだいばフィリピンじんバラバラさつじんじけん）とは、2008年（平成20年）4月3日に東京都港区台場一丁目のマンションで発覚した殺人・死体損壊・遺棄（バラバラ殺人）事件。
加害者の男Nはマンションで同居していたフィリピン人女性B（事件当時22歳）を絞殺して死体を切断・遺棄したほか、9年前の1999年（平成11年）4月22日にも当時住んでいた神奈川県横浜市神奈川区のマンションで別のフィリピン人女性A（事件当時27歳）の首に布団を押し付けて窒息死させた。Nは被害者Aの死体を損壊・遺棄したとして2000年（平成12年）に死体損壊・遺棄罪などで懲役3年6月の刑に処されたが、当時は被害者Aの死亡経緯が不明だったため殺人罪では立件されず、刑務所出所後に被害者B殺害事件で逮捕された際にA殺害も認めたため、2人に対する殺人罪で起訴された。

## 加害者・死刑囚N
本事件の加害者である男N・H（以下「N」と表記）は1959年（昭和34年）8月29日生まれ。死刑囚Nは2020年（令和2年）12月13日、収監先・東京拘置所内で病死した（61歳没）。

## 事件の経緯

### 1999年・A事件
Nはかつて1999年（平成11年）4月22日ごろ、当時住んでいた神奈川県横浜市神奈川区栄町のマンションで飲食店従業員・フィリピン人女性A（事件当時27歳・埼玉県草加市在住）の首にかけ布団のヘリを両手で強く押し当てて圧迫し、Aを窒息死させて殺害した。そして同月下旬 - 5月上旬ごろ、マンションでAの遺体を解体し、横浜市内の数か所に捨てた。
加害者Nは同年9月に横領容疑で埼玉県草加警察署に逮捕され、その後起訴されたが、行方不明になっていた被害者Aと交際していたことが判明したほか、Nが料金を支払わずに乗り続けていたレンタカーから細かく刻まれた人骨が発見されたために追及され「自宅に連れて行った際に死亡したので、遺体を解体して捨てた」と自供した。そのため埼玉県警察刑事部捜査第一課・草加警察署が被疑者Nの都内の実家を調べたところ、被害者Aの歯が発見されたため死体損壊・遺棄容疑で再逮捕した。埼玉県警は殺人との関連も追及したが、Aの遺体は発見されず、被疑者Sも殺害を否認したことから女性Aの死亡経緯は解明されなかったため、埼玉県警は殺人容疑での立件を断念した。
被告人Nは2000年4月14日に浦和地方裁判所（現：さいたま地方裁判所）にて横領罪および死体損壊・遺棄罪で懲役3年6月の実刑判決を受け、2003年（平成15年）7月5日に刑期満了を迎えた。その後、警視庁はB事件でNを逮捕してから「Nの周囲でフィリピーナの女性2人が死亡し、遺体を解体・遺棄された」という共通項に着目し、A事件の取り調べで被疑者Nから「被害者Aの遺体を横浜の運河に捨てた」と自供を得ることに成功し、同年6月に自供に基づいて横浜港の運河を捜索したところ、運河の底から遺棄後10年程度が経過した人の腕の骨が発見されたほか、周囲からも多数の骨片が発見された。結局、人骨はDNA型鑑定の結果被害者Aとは別人と判明し、遺体発見には至らなかったが、警視庁は「（Nの）供述は一貫している」などの理由から殺人容疑で再逮捕した。

### 出所後
Nは2007年（平成19年）9月下旬ごろから上野のフィリピンパブで従業員の被害者Bと知り合い、Bを気に入って店に通い詰めたり、自分の車でBを送迎したりするようになった。同年10月ごろにはBから「母親との仲が良好でなく、前の交際相手との間に生まれた幼い息子や自分の友人と3人で暮らしている。仕事中は息子を友人の親戚宅に預けている」などと聞かされ、「Bは若いのに苦労を重ねている」と同情するとともに「容姿は自分好みでスタイルもよい」という理由からBと一緒にいることを楽しく感じるようになり「自分にできることは何でもしてBを喜ばせたい」と思い、Bの歓心を買うために息子用の子供服・玩具を買うなどした。同年11月上旬ごろ、Bは元交際相手から自活を強く促されるとともに責任も取って育児・仕事を両立するよう言われたため、息子と従妹2人で一緒に住む部屋を探すことになり、Nもこれを手伝った。その際、NはBから家賃の一部負担・敷金相当額の貸し付けを条件に同居することを提案され、所有していた車を処分して得た金をその資金に充てるなどして、同年12月下旬ごろには現場のマンション居室にBとその従妹2人の計4人（後にBの息子も加え計5人）で同居するようになった。NはBと同居を開始したが、やがて家賃を滞納するなどトラブルが絶えなくなった。

### 2008年・B事件
2008年4月3日午後8時ごろ「六本木のフィリピンパブに勤めていた従業員女性B（当時22歳）と連絡が取れなくなった」という同僚の連絡を受け、被害者の親族が部屋を訪ねると室内が血まみれになっており同居していた男性N（当時48歳）が消えていたため警察へ通報。
4月6日夜に埼玉県川口市の路上で手首を切って自殺を図っていたNを発見。Nが持っていたメモに書いてあったコインロッカーから被害者の遺体の一部が発見されたため、Nを死体損壊の容疑で逮捕した。
4月11日、さらにNの供述から現場近くの運河から被害者の頭部が発見された。

## 刑事裁判
東京地方検察庁は立件できなかった1999年のバラバラ事件についても殺人容疑で立件し、2人の殺人容疑＋1人の死体損壊・遺棄容疑で立件、死刑を求刑した。
2009年（平成21年）7月23日の初公判で被告人Nは起訴事実を全面的に認めたが、第3回公判（2009年7月30日）の被告人質問では一転してA殺害を否認した。
2009年12月16日、東京地方裁判所刑事第17部（登石郁朗裁判長）は2008年の事件に対して無期懲役＋1999年の事件に対して懲役14年の判決を言い渡した。1999年のバラバラ殺人事件は被告人Nの出所後に殺人事件として立件されたため、「確定判決前後の罪は併合しない」という刑法の規定から、判決を2つに分けて言い渡した。検察側は2008年の事件について「死刑が相当である」として量刑不当を主張した上で東京高等裁判所に控訴した一方、被告人側も「量刑は重すぎて不当である」と主張して同じく東京高裁に控訴した。
2010年（平成22年）10月8日、東京高等裁判所第12刑事部（長岡哲次裁判長）で控訴審判決が言い渡された。東京高裁は1999年の事件については第一審・懲役14年判決を支持（被告人側の控訴を棄却）したが、2008年の事件に関しては検察側控訴を認容し、第一審・無期懲役判決を破棄して死刑を言い渡した。判決理由で東京高裁は「犯罪の性質や執拗で残忍な犯行態様、結果の重大性などを考慮すると被告人の罪責は誠に重大であり死刑をもって臨むほかない」「殺人と死体損壊・遺棄は一連の行為として評価すべきであり、被告人Nは服役して反省の機会を与えられたにも拘らず以前より残虐性が強い類似の犯行に及んでいるため矯正可能性は認められない」と判断した。被告人Nは判決を不服として10月22日付で最高裁に上告した。
2012年（平成24年）12月14日、最高裁判所第二小法廷（小貫芳信裁判長）は上告を棄却する判決を言い渡したため、被告人Nの死刑が確定した。判決理由で同小法廷は「関係が悪化し、自分の思い通りにならないことに激怒して殺害し、遺体を解体しており、残忍で悪質極まりない」と事実認定した上で「以前にも同様の事件で服役し反省の機会があったにもかかわらず、再び犯行に及んだことなどから矯正可能性が認められず、死刑はやむを得ない」と述べた。
死刑囚Nは東京拘置所に収監されていたが、2020年（令和2年）12月13日に慢性腎不全のため同所内で獄死した（61歳没）。